# Wolisko (powiat nidzicki)
Wolisko (niem. Wolisko, w latach 1938–1945 Schnepfenberge) – osada leśna w Polsce położona w województwie warmińsko-mazurskim, w powiecie nidzickim, w gminie Nidzica. Miejscowość wchodzi w skład sołectwa Napiwoda.
W latach 1975–1998 miejscowość administracyjnie należała do województwa olsztyńskiego.